# Miletus catoleucus
Miletus catoleucus är en fjärilsart som beskrevs av Hans Fruhstorfer 1913. Miletus catoleucus ingår i släktet Miletus och familjen juvelvingar. Inga underarter finns listade i Catalogue of Life.